# 克魯克斯峰

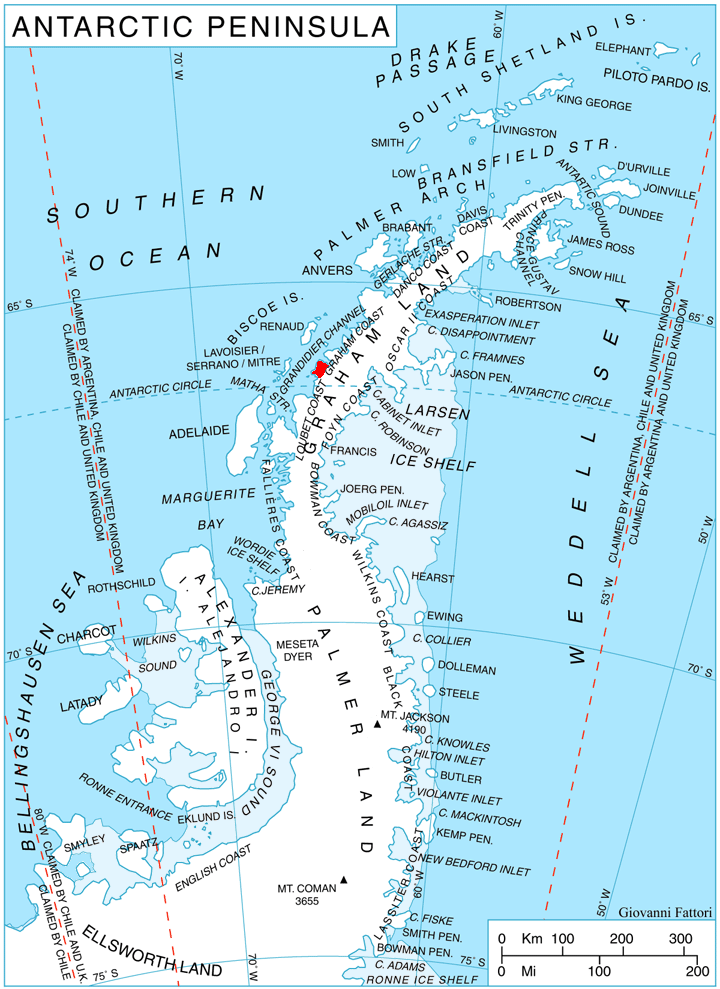

克魯克斯峰（英語：Crookes Peak），是南極洲的山峰，位於葛拉漢地西岸，處於威德馬克山麓冰川東岸，由英國探險隊繪入地圖，現時由南極條約體系管理。